# 뮐레넨역
뮐레넨역(독일어: Mülenen)은 스위스 베른주의 기차역이다. 이 역은 BLS AG의 뢰치베르크선에 있으며 뮐레넨 마을에 있다. 마을과 역은 모두 라이헨바흐 임 칸더탈과 에쉬 바이 슈피츠의 지자체 사이의 경계로 나뉜다. 니젠산 정상까지 연결되는 니젠반 케이블카의 하단역은 역에 인접해 있다.

## 운행편
다음 서비스는 뮐레넨에서 정차한다.
- 레기오익스프레스 : 베른과 브리크까지 매시간 운행하며 대부분의 기차는 브리크에서 도모도솔라까지 계속 운행된다.